# Valea Grădiștei
Valea Grădiștei – wieś w Rumunii, w okręgu Vâlcea, w gminie Grădiștea. W 2011 roku liczyła 171 mieszkańców.